# 種村有菜
種村有菜（日语：／ Tanemura Arina，1978年3月12日—），日本女性漫畫家，愛知縣一宮市人，血型A型，首部發表作品是1996年的《第二次戀愛》。她的作品主要是少女漫畫，其中《神風怪盜貞德》和《尋找滿月》曾被改編成電視動畫。
由於種村有菜希望有更多發展空間，在2011年與日本集英社《RIBON》月刊解除專屬契約，以「自由漫畫家」身份繼續漫畫生涯，同年開始於集英社《Margaret》月刊連載漫畫《風男塾物語》；2013年開始連載漫畫《貓和我的星期五》（猫と私の金曜日），同年於白泉社《MELODY》月刊連載漫畫《31歲☆I Dream》（31☆アイドリーム）。
種村在早年曾經做過另一漫畫家大塚由美的助手。

## 概要

### 經歷
種村有菜自幼稚園開始就很喜歡繪畫，在她的漫畫中，共同的一點是「絕對戀愛至上」。第一次投稿是高二的時候，當高中畢業的春天投搞漫畫當選而出道，出道作品是《第二次的戀愛》（收錄在《小鰍的憂鬱》）。
種村有菜長期在月刊《RIBON》上發表作品，她擅長用漫畫專用墨水作畫和彩圖，畫風華麗細致，個人化，畫出來的女孩非常可愛。因此受到大家的喜愛，上色鮮艷，這些就是有菜老師漫畫的特色。
在2011年春天結束與りぼん的專屬契約，成為自由作家，而櫻姬華傳也成為在りぼん的最後作品。

### 交友
種村有菜朋友甚多，有很多都是漫畫家，例如：大塚由美、亞月亮、前川涼、桃山光、藤谷美鈴、香村陽子、香林雪等等。
另外由於種村是漫畫家，個人作品曾經亦改編為動畫、CD伴唱，所以亦認識不少日本樂隊藝人和歌手，例如樂隊有SHAZNA、lastier、風男塾，歌手有myco、桑島法子，配音員有桑島法子、高橋直純。
也曾在多本自己的漫畫作品中提到喜歡早安家族中的團體「Berryz工房」，「早安少女組。」等。

### 國外活動
台灣
- 2004年2月1日 尖端出版社 尋找滿月簽名會
- 2015年8月7日13:00-14:00台北安利美特總店 簽名會 長鴻出版社《31☆idream》共50名
- 2015年8月7日16:30-18:00台北世貿一館 簽名會 長鴻出版社《31☆idream》共150名
- 2015年8月8日15:00 種村有菜午茶約會共5名(長鴻出版社):免費午茶餐點、神秘小禮物、與種村有菜老師共度午茶時光、聽老師分享工作點滴
- 2017年12月3日 「IDOLiSH7-偶像星願-Fan Festival in Taipei」擔任嘉賓和簽名會，活動會場Neo Studio。
- 2019年1月22日「偶像星願 in TICA動漫節 特別見面會」

德國
- 萊比錫書展2006年3月17日~22日，3月19日簽名會
- AnimagiC 2009 年7月31日~8月2日

美國
- Anime Detour 2014年4月4日~6日
- AnimeFest 2015年9月4日~7日
- AnimeFest 2017年8月17日~20日

加拿大
- 蒙特利爾 Otakuthon動漫展 2016年8月5日~7日
- 8月6日 15:30~16:30 現場繪畫 ，17:00~18:00 簽名會
- 8月7日14:30~15:30 Q&A，16:00~17:00 簽名會

芬蘭
- Umicon 2018年2月24日~25日 ，24日 15:00~16:00 座談會，25日 10:00~12:00 簽名會。

中國大陸
- 廣州 2018麼多動漫嘉年華 2018年8月11~12日
- 11日、12日各一場現場簽名會

## 作品

### 漫畫
除另有註明外，以下漫畫作品首次刊於集英社的《Ribon》漫畫月刊或同系漫畫雜誌中：
| 作品（中譯）                                            | 原 名                                                   | 發表期# | 收錄及備註 |
| 第2次的戀愛                                             |                                                         | 《Ribon Original》1996年6月號發表                                                                                        | 收錄在《忍者少女的煩惱》單行本。 |
| 午後雨中的浪漫主角                                      |                                                         | 《Ribon Original》1996年10月號發表                                                                                       | 收錄在《忍者少女的煩惱》單行本。 |
| 忍者少女的煩惱 （大然譯小鰍的憂鬱）                     |                                                         | 《Ribon》1997年2月號及《Ribon Original》1998年2月號發表                                                                  | 單行本1冊。 |
| 這場戀愛不是虛構的                                      |                                                         | 《Ribon》1997年早春大增刊號發表                                                                                          | 收錄在《忍者少女的煩惱》單行本。 |
| 愛情魔法I·O·N （大然譯I·O·N－依音）                     |                                                         | 《Ribon》1997年6月號至11月號發表                                                                                         | 單行本1冊，文庫版1冊。 |
| 神風怪盜貞德 （或譯神風怪盜）                           |                                                         | 《Ribon》1998年2月號至2000年7月號發表                                                                                    | 單行本共7冊，完全版共6冊。同名動畫在1999年2月至2000年1月在日本朝日電視台首播。 完全版漫畫特設網站                                                                        |
| 時空異邦人KYOKO                                         |                                                         | 《Ribon》2000年9月號至2001年9月號發表                                                                                    | 單行本共3冊，文庫版共2冊。 |
| 吟遊名華                                                |                                                         | 《Ribon》2001年11月號發表                                                                                                | 收錄在《尋找滿月》單行本第2冊和《戀愛物語集》。 |
| 尋找滿月 （香港譯為星河滿月）                           |                                                         | 《Ribon》2002年1月號至2004月6月號發表，共30話                                                                            | 單行本共7冊，文庫版共4冊。同名動畫在2002年4月至2003年3月在日本首播。 |
| 紳士同盟 （或譯紳士同盟CROSS）                          |                                                         | 《Ribon》2004年9月號至2008年7月號發表，首次以校園作主題的漫畫，共47話                                                    | 單行本共11冊； 特裝版：第10、11冊，特裝版第10冊另收錄繪本《難以忘懷的魔女之歌》。 在《櫻姬華傳》尚未發表前，是種村有菜歷來發表的漫畫中，連載最多、單行本最多的一套漫畫。 |
| 少女夏娃☆蘋果唇膏的24小時                               |                                                         | 《Ribon》2007年春季大增刊號發表                                                                                          | 收錄在《紳士同盟》單行本第8冊和《戀愛物語集》。 |
| 海的地球儀·小夜曲                                       |                                                         | 《Ribon》2007年秋季大增刊號Ribon Special發表                                                                             | 收錄於《紳士同盟》單行本第11冊和《戀愛物語集》。 |
| 絕對覺醒天使                                            |                                                         | 《Ribon》2008年7月號至9月號連載，共3回，2008年夏休大增刊號Ribon Special、11月號及2008年秋季大增刊號Ribon Special有番外篇 | 單行本1冊。 |
| 櫻姬華傳                                                |                                                         | 《Ribon》2009年1月號至2013年1月號連載                                                                                    | 第一次挑戰古裝漫畫。共50話，比《紳士同盟》連載更多、發表單行本更多的漫畫；單行本全12冊。                                                                                 |
| 白薔薇學園                                              |                                                         | 《Ribon》2009年Fantasy增刊號發表                                                                                         | 收錄於《櫻姬華傳》單行本第5冊和《戀愛物語集》。 |
| 天使的金幣                                              |                                                         | 《Ribon》2010年春季大增刊號Ribon Special發表                                                                             | 收錄於《櫻姬華傳》單行本第6冊和《戀愛物語集》。 |
| 風男塾物語                                              |                                                         | 《Margaret》2011年16號－23號連載，共7話                                                                                  | 單行本1冊。 |
| 貓與我的星期五                                          |                                                         | 《Margaret》2013年5號開始連載                                                                                            | 單行本全11冊（至2015年）。 |
| 31☆idream                                               |                                                         | 2013年起在白泉社《MELODY》開始連載                                                                                       | 單行本7冊（至2020年7月） 台灣長鴻出版社Candy月刊 2016年4月號開始連載。                                                                                                   |
| 瞬間ライル                                              | 瞬間ライル                                              | 一迅社《月刊コミックZERO-SUM》2015年12月號開始連載，2018年6月號最終回，共31話。                                          | 原作:種村有菜 漫畫:喜久田ゆい(舊筆名:浅野伽々)原種村的助手 單行本全4冊。                                                                                                 |
| アイドリッシュセブン TRIGGER -before The Radiant Glory- | アイドリッシュセブン TRIGGER -before The Radiant Glory- | 白泉社<LaLaDX> 2016年3、5、7月號連載，共3話                                                                              | 手機遊戲アイドリッシュセブン中擔任競爭對手trigger的故事，單行本全1冊。                                                                                                   |
| 悪魔にChic×Hack                                         | 悪魔にChic×Hack                                         | 《Margaret》2016年3月19日8號開始連載，2016年10月5日21號最終回，共12話。                                                  | 2016年9月5日19號休刊一回，單行本全2冊。 |
| 紫青的霹靂                                              | 紫青の霹靂                                              | 白泉社<LaLaDX>2016年11月號開始連載                                                                                       | 手機遊戲アイドリッシュセブン中MEZZO的故事 MEZZO成員:四葉環、逢坂壮五 |
| 向流星許願                                              | 流星に祈る                                              | 白泉社<LaLaDX>2017年3月號、2017年5月號連載，共2話。                                                                      | 手機遊戲アイドリッシュセブン中和泉一織和七瀬陸的故事 アイドリッシュセブン流星に祈る第一集 收錄紫青的霹靂、向流星許願前篇                                                 |
| 空調和短褲                                              | クーラーとパンツ                                        | 白泉社<LaLaDX>2017年7月號、2017年9月號連載，共2話。                                                                      | 手機遊戲アイドリッシュセブン中二階堂大和、和泉三月和六弥ナギ的故事 |
| Good morning Laughter!                                  | グッドモーニング、ラフター！                            | 白泉社<LaLaDX>2017年11月號開始連載，共1話。                                                                              | 手機遊戲アイドリッシュセブン中idolish的故事 |
| Re:member 萬理一空                                      | Re:member 萬理一空                                      | 白泉社<LaLaDX>2018年1月號、3月號、5月號連載，共3話。                                                                     | 手機遊戲アイドリッシュセブン中Re:vale的故事 |
| Re:member 千古不磨                                      | Re:member 千古不磨                                      | 白泉社<LaLaDX>2018年7月號、9月號、11月號連載，共3話。                                                                    | 手機遊戲アイドリッシュセブン中Re:vale的故事 |
| Re:member百載無窮                                       | Re:member百載無窮                                       | 白泉社<LaLaDX>2019年1月號開始連載，共5話。                                                                               | 手機遊戲アイドリッシュセブン中Re:vale的故事 |

# 除另有列明外，不包括番外篇。
《戀愛物語集》（恋愛物語集）收錄了其中5篇曾經在其他單行本收錄的短篇漫畫：《吟遊名華》、《少女夏娃☆蘋果唇膏的24小時》、《海的地球儀·小夜曲》、《白薔薇學園》、《天使的金幣》，日本單行本全1冊，台灣全1冊。

### 畫冊
| 作品（中譯）                                     | 原 名 | 出版日期      | 書碼               |
| 神風怪盜貞德—種村有菜畫集                        |       | 2000年6月30日 | ISBN 9784088550978 |
| 尋找滿月畫集—種村有菜COLLECTION                  |       | 2004年4月15日 | ISBN 9784088551060 |
| 紳士同盟CROSS—種村有菜畫集                       |       | 2008年6月30日 | ISBN 9784087821727 |
| PAINT RIBON art of 種村有菜 (教學書，附教學光碟) |       | 2009年4月24日 | ISBN 9784089081020 |

### 文庫版

#### 漫畫
集英社文庫コミック版

種村有菜重新繪製封面，比之前單行本畫風更華麗。
| 作品名                          | 集數   | 出版日期                                                | 出版社 | 國際書碼 |
| 愛情魔法I·O·N (イ・オ・ン)      | 全一冊 | 2011年5月18日                                           | 集英社 | ISBN 9784086192484 |
| 尋找滿月 (満月をさがして)       | 全四冊 | 2012年1月18日 2012年2月17日                             | 集英社 | ISBN 9784086193108 ISBN 9784086193115 ISBN 9784086193122 ISBN 9784086193139                                                          |
| 種村有菜 戀愛物語集             | 全一冊 | 2012年12月18日                                          | 集英社 | ISBN 9784086193856 |
| 神風怪盜貞德 (神風怪盗ジャンヌ) | 全五冊 | 2013年6月18日 2013年7月18日 2013年8月20日               | 集英社 | ISBN 9784086194266 ISBN 9784086194273 ISBN 9784086194280 ISBN 9784086194297 ISBN 9784086194303                                       |
| 時空異邦人KYOKO                 | 全二冊 | 2014年9月18日                                           | 集英社 | ISBN 9784086195096 ISBN 9784086195102                                                                                                |
| 紳士同盟CROSS (紳士同盟クロス)  | 全七冊 | 2015年6月18日 2015年7月17日 2015年8月18日 2015年9月18日 | 集英社 | ISBN 9784086195584 ISBN 9784086195591 ISBN 9784086195607 ISBN 9784086195614 ISBN 9784086195621 ISBN 9784086195638 ISBN 9784086195645 |

#### 小說
集英社みらい文庫

針對中小學生所推出的圖書

也將熱門漫畫作品小說化
原作/封面:種村有菜

作者:松田朱夏
| 作品名                                       | 出版日期      | 出版社 | 國際書碼           |
| 神風怪盗ジャンヌ 1 美少女怪盗、ただいま参上! | 2013年12月5日 | 集英社 | ISBN 9784083211874 |
| 神風怪盗ジャンヌ 2 謎の怪盗シンドバッド! ?   | 2014年2月5日  | 集英社 | ISBN 9784083211959 |
| 神風怪盗ジャンヌ 3 動きだした運命!           | 2014年5月2日  | 集英社 | ISBN 9784083212116 |
| 神風怪盗ジャンヌ 4 最後のチェックメイト      | 2014年8月5日  | 集英社 | ISBN 9784083212260 |

### CD
| 作品名                                                               | 內容 | 出版日期               | 出版社               | 備註                                                               |
| 書籍 ピノコトリビュート アッチョンブリケ!                            | 以皮諾可為主角漫畫 邀請許多作家共同創作 種村有菜「ピノコの結婚式」                                                                            | 2003年12月16日         | 秋田書店             |                                                                    |
| 漫畫 ３７℃のボーイフレンド                                           | 作者:水瀨藍 種村有菜繪製書腰圖和寫推薦文 | 2008年2月26日          | 小學館               |                                                                    |
| 書籍 しょこたんぶろぐ 超貪欲デイズ                                   | 中川翔子BLOG紀錄本 種村有菜友情繪製4頁漫畫 | 2010年1月16日          | 角川                 |                                                                    |
| 動畫 荒川アンダー ザ ブリッジ二期                                    | 擔任第183~189話片尾插畫 | 2010年10月             |                      |                                                                    |
| CD 音鼓-OTOKO-(初回限定盤B)                                          | 風男塾2nd專輯 繪製CD封面 | 2011年5月4日           | Imperial Records     |                                                                    |
| 雜誌 月刊朗読少女 (愚人節企劃)                                       | 封面繪圖 種村有菜連載「神風怪盗シオリ」 | 2012年4月1日           |                      | 企劃網站 （页面存档备份，存于）                                    |
| 遊戲卡片 七大天使ウリエル                                            | 水瓶戰記2012年決勝大會來場特典卡 種村有菜繪製                                                                                                 | 2012年9月              | Broccoli             |                                                                    |
| CD ヒカルものたち (發光體)                                           | 渡邊麻友3rd單曲 完全生產限定盤 附贈人氣繪師畫冊，種村有菜參與                                                                                 | 2012年11月21日         | SONY音樂             | 日版CD編號SRCL-8180 ～ SRCL-8181 台壓盤88765434912                 |
| 遊戲卡片 石上素子                                                    | 水瓶戰記惑星系列角色卡 種村有菜繪製戰巫女「石上素子」                                                                                         | 2012年12月             | Broccoli             |                                                                    |
| 雜誌 ビバ☆テイルズマガジン 2013年6月號                               | 種村有菜繪製マルクト組的跨頁彩圖 | 2013年4月27日          | 角川                 |                                                                    |
| 活動 牢獄遊園地からまゆゆを救え!!!                                   | 真實逃脫遊戲 種村有菜擔任活動漫畫繪製 | 2013年7月27日〜9月23日 | 東京ドーム           | 種村有菜AKB48首推渡邊麻友                                          |
| 漫畫 トリビュート本                                                  | 「ハチミツにはつこい10巻」和「小春に学ぶしあわせルール５０」連動應募抽選特典 由參與的漫畫家繪製夏生和小春 單行本作者:水瀬藍                   | 2015年1月26日應募截止  | 小學館               |                                                                    |
| 書籍 星の恋物語                                                      | 十二星座戀愛物語漫畫 種村有菜-天秤座「魚と私のスピカ」-                                                                                       | 2015年5月23日          | 幻冬社               |                                                                    |
| 漫畫 よっくんといっしょ                                              | 作者:水鏡なお 種村有菜書腰繪圖及guest作畫 | 2015年10月26日         | 小學館               |                                                                    |
| 書籍 漫画家の猫                                                      | 封面提供 刊載愛貓照片 | 2015年10月31日         | 一迅社               |                                                                    |
| CD MONSTER GENERATiON                                                | 繪製雙封面之一 另一個封面作者是深川可純 繪製初回生産封入特典卡片                                                                              | 2015年12月2日          | lantis               | •種村有菜首次電繪商業作品 •手遊アイドリッシュセブン IDOLiSH7的單曲 |
| CD SECRET NIGHT                                                      | 繪製雙封面之一 另一個封面作者是深川可純 | 2015年12月2日          | lantis               | •種村有菜首次電繪商業作品 •手遊アイドリッシュセブン TRIGGER的單曲  |
| 漫畫 刀剣乱舞学園                                                    | 彩頁繪製 短篇漫畫 | 2015年12月4日          | 白泉社               |                                                                    |
| 小說 小説 アイドリッシュセブン 流星に祈る                            | 作者:都志見文太 擔任封面及書中插畫 繪製一頁四格漫畫:陸くん、大和くん、環くん 繪製初回特典SSR九条天カード                                      | 2015年12月4日          | 白泉社               |                                                                    |
| 漫畫 アイドリッシュセブン 第一集                                     | 作者:山田のこし 繪製一頁四格漫畫:陸くん、大和くん、環くん 繪製初回特典SSR七瀨陸カード                                                         | 2015年12月4日          | 白泉社               |                                                                    |
| 書籍 喜屋武ちあきのアニメヨガ アニメのポーズでキレイになる!          | 喜屋武ちあき瑜珈教學書 種村有菜書腰繪圖 | 2016年1月25日          | 立東舎               |                                                                    |
| 漫畫 ぼくは地球と歌う第一集特裝版                                    | 作者:日渡早紀 特裝版fanbook繪製跨頁彩頁(2頁) 隨筆漫畫4頁                                                                                      | 2016年2月19日          | 白泉社               |                                                                    |
| 畫冊 桃組プラス戦記イラスト集「八彩」                                | 作者:左近堂絵里 種村有菜應援圖片(二分之一頁) 繪製的角色「雉乃木雪代」                                                                         | 2016年2月20日          | 角川                 | 特設網站 （页面存档备份，存于）                                    |
| 雜誌 フィールヤング 2016年5月號                                      | 種村有菜繪製 漫画家ごはん日誌 第83回(1頁) 菜色是番茄塔塔風味黃瓜肉醬                                                                          | 2016年4月8日           | 祥伝社               |                                                                    |
| 書籍 ドージン活動、はじめました!? (3)                                | 作者:中条亮 種村有菜繪製書腰圖和寫推薦文 | 2016年4月14日          | 角川                 |                                                                    |
| 雜誌 シルフ2016年6月號                                               | KIRIMIちゃん的擬人化漫畫在シルフ(漫畫雜誌連載) 從6月號(2016.4.22發行)開始，共三回 雜誌邀請有名的漫畫家參與擬人化圖片繪製 種村有菜在第一回登場 | 2016年4月22日          | 角川                 |                                                                    |
| 動畫 少年メイド                                                      | 擔任第4話片尾插畫 | 2016年4月              |                      |                                                                    |
| CD 恋のかけら                                                        | 繪製雙封面之一 另一個封面作者是深川可純 | 2016年5月11日          | lantis               | 手遊アイドリッシュセブン MEZZO的單曲                               |
| 雜誌 ガールズFebri                                                   | 種村有菜長篇訪談 涵蓋出道作「神風怪盜貞德」、「尋找滿月」、「紳士同盟」、「31dream」                                                          | 2016年5月20日          | 一迅社               |                                                                    |
| CD SILVER SKY                                                        | 繪製雙封面之一 另一個封面作者是深川可純 | 2016年6月22日          | lantis               | 手遊アイドリッシュセブン Re:vale的單曲                             |
| CD NATSU☆しようぜ！                                                  | 繪製封面 | 2016年7月7日           | lantis               | 手遊アイドリッシュセブン IDOLiSH7的單曲                            |
| 漫畫 アイドリッシュセブン 第二集                                     | 作者:山田のこし 繪製初回特典SSR七瀨陸カード                                                                                                   | 2016年8月19日          | 白泉社               |                                                                    |
| CD i7                                                                | •海報抽選會 種村有菜及深川可純繪製雙面海報 •店家特典 豪華盤特典:種村有菜的三張複製簽名板組                                                    | 2016年8月24日          | lantis               | 手遊アイドリッシュセブン IDOLiSH7的首張專輯                        |
| 尋找滿月聯名商品                                                     | 以尋找滿月的主角「神山滿月」為印象推出聯名商品 包含連身洋裝、短裙、女裝襯衫、頸鍊                                                             | 2016年8月27日          | Secret Honey         | 品牌風格走夢幻公主風                                               |
| 書籍 KIRIMIちゃん．ぎじんかマジカルプレミアムBOOK★                   | 原作・監修／株式会社サンリオ 種村有菜參與擬人化圖片繪製                                                                                       | 2016年8月27日          | 角川                 |                                                                    |
| 偶像聯名商品 わ暦色紙 二〇一六 師走                                  | 種村有菜與女子偶像團體「わーすた」推出聯名商品「迷你簽名板」，由種村有菜分別繪製五人的漫畫圖像。                                              | 2016年12月15日         | GMOペパボ株式会社    | わーすた成員:坂元葉月、廣川奈々聖、小玉梨々華、松田美里、三品瑠香  |
| 漫畫 囚われのパルマ 公式アンソロジー ハルト編                        | 手機戀愛遊戲囚われのパルマ 公式漫畫 種村有菜參與繪製                                                                                          | 2016年12月24日         | 一迅社               |                                                                    |
| 角色設定 レイコック                                                  | 手遊<ブレイブリーデフォルト フェアリーズエフェクト> 種村有菜客串角色繪製                                                                      | 2017年                 | SQUARE               |                                                                    |
| 漫畫 囚われのパルマ公式アンソロジーアオイ編                          | 手機戀愛遊戲囚われのパルマ 公式漫畫 種村有菜繪製四格漫畫                                                                                      | 2017年3月25日          | 一迅社               |                                                                    |
| 漫畫 小松原が恋人になりたそうにこちらをみている！(1)                 | 作者:かわにし萌 種村有菜繪製書腰圖和寫推薦文                                                                                                  | 2017年5月25日          | 集英社               |                                                                    |
| CD Sakura Message                                                    | •繪製雙封面之一 另一個封面作者是深川可純 •海報抽選會 種村有菜繪製                                                                             | 2017年7月7日           | lantis               | 手遊アイドリッシュセブン IDOLiSH7的單曲                            |
| 活動 曼秀雷敦 小護士                                                 | 慶祝曼秀雷敦小護士誕生100周年 舉行「每一個人的小護士」活動 2017年8月29日刊載種村有菜板的小護士                                                | 2017年8月29日          | 樂敦製藥             |                                                                    |
| CD Poisonous Gangster                                                | •繪製雙封面之一 另一個封面作者是深川可純 •海報抽選會 種村有菜繪製                                                                             | 2017年8月30日          | lantis               | 手遊アイドリッシュセブン ŹOOĻ的出道單曲                            |
| CD TRIGGER 1st album                                                 | •海報抽選會 種村有菜及深川可純繪製雙面海報 •店家特典 豪華盤預特典:種村有菜的三張簽名板組                                                      | 2017年9月20日          | lantis               | 手遊アイドリッシュセブン TRIGGER首張專輯                           |
| CD Dear Butterfly                                                    | •繪製雙封面之一 另一個封面作者是深川可純 •海報抽選會 種村有菜繪製                                                                             | 2017年11月22日         | lantis               | 手遊アイドリッシュセブン MEZZO的單曲                               |
| CD あの日の夢と、今のぼく。                                          | ブレイク☆スルー"5D 3rd 單曲 TypeC 封面:種村有菜                                                                                               | 2017年12月19日         | トライクルーレコード |                                                                    |
| CD NO DOUBT                                                          | •繪製雙封面之一 另一個封面作者是深川可純 | 2018年1月10日          | lantis               | 手遊アイドリッシュセブン Re:vale的單曲                             |
| 雜誌 季刊エス Vol.61 2018年4月號                                     | •種村有菜訪談 | 2018年3月15日          | 徳間書店             |                                                                    |
| 輕小說文庫本 秘密の姫君はじゃじゃ馬につき                            | 作者:かわせ秋 插圖:種村有菜 | 2018年5月15日          | 角川                 |                                                                    |
| 雜誌 季刊エス Vol.62 2018年7月號                                     | •封面:種村有菜 作畫花絮大公開 | 2018年6月15日          | 徳間書店             |                                                                    |
| CD ナナツイロ REALiZE                                                | •繪製雙封面之一 另一個封面作者是深川可純 | 2018年6月20日          | lantis               | 手遊アイドリッシュセブン IDOLiSH7的單曲                            |
| CD Re:vale                                                           | •店家特典 豪華盤預特典:種村有菜的兩張簽名板組                                                                                                 | 2018年12月5日          | lantis               | 手遊アイドリッシュセブンRe:vale的首張專輯                          |
| 輕小說文庫本 秘密の姫君はじゃじゃ馬につき~千年越しのチェックメイト!~ | 作者:かわせ秋 插圖:種村有菜 | 2018年12月15日         | 角川                 |                                                                    |
| 電影視覺圖 雪の華                                                    | 改編自中島美嘉同名歌曲「雪の華」 | 2019年2月1日           | 華納                 |                                                                    |
| 文庫小說 怪盗紳士リュパン                                            | 東京創元社文庫小說60周年紀念活動 封面:種村有菜 作者:莫理斯·盧布朗 譯者:石川湧                                                                 | 2019年3月下旬          | 東京創元社           | 特設網站 （页面存档备份，存于）                                    |
| 神風怪盜聯名商品                                                     | 共5款連身洋裝 | 2019年4月10日          | Favorite             |                                                                    |
| 神風怪盜聯名商品                                                     | 連身洋裝、項鍊、後背包、手錶 | 2019年5月下旬          | Super Groupies       |                                                                    |

| 專輯名稱                                                                       | 內容 | 出版日期       | 備註 |
| 尋找滿月 - Fullmoon Final Live (満月をさがして フルムーン・ファイナル・ライヴ) | 1. 過ぎ去りし日々 2. ETERNAL SNOW 3. それぞれの想い 4. Focus 5. 決意への序曲 6. SMILE 7. Myself 8. 約束 9. Love Chronicle 10. 別れ 11. 未来へ 12. New Future 13. Myself ~Meroko's Vocal Version~ 14. ETERNAL SNOW ~ROUTE:L Version~ 15. SMILE ~Arina's Vocal Version | 2005年10月19日 | •商業CD •演唱團體Changin'My Life(已解散) •15. SMILE ~Arina's Vocal Version 種村本人翻唱                                                         |
| 純愛天使                                                                       | 01．桜姫華伝 - 「櫻姬華傳」主題曲 – 02. 大和撫子華変化 - 「忍者少女的煩惱」主題曲– 03．純愛☆フォーチュン - 「絕對覺醒天使」主題曲 – 04．時計の城の眠り姫 - 「時空異邦人KYOKO」主題曲– 05．雨の午後はロマンスのヒロイン - 「午後雨中的爛漫主角」主題曲– 06．魚の銀色映画館 - 「這場戀愛不是虛構的」主題曲– 07．3秒の奇跡 - 「I・O・N依音」主題曲– 08．禁断CROSS GAME - 「紳士同盟」主題曲– 09．逆光のマドモアゼル - 「神風怪盜貞德」主題曲– 10．満月をさがして - 「尋找滿月」主題曲–                                                                       | 2010年12月     | •同人CD •種村有菜出道15周年紀念專輯 •主唱&作詞:種村有菜 •2010年C79首賣 •C79會場限定特典小冊子 另收錄在有菜之種 •特設網站 （页面存档备份，存于） |
| CHUっとメロティック                                                            | 01. CHUっとメロティック 02. my sweet heart(翻唱東京喵喵主題曲) | 2012年5月3日   | •同人CD •主唱:種村有菜 • CHUっとメロティック作詞:種村有菜 •SUPER COMIC CITY21會場特典 種村有菜推特塗鴉集ツイらく C84單獨販賣                    |
| Princess Tiara                                                                 | 01. 猫と私の金曜日 「猫と私の金曜日」 主題曲 02. scorpion 「時空異邦人KYOKO」 朱臣響古形象歌曲 03. 薔薇色ロマンス 「神風怪盗ジャンヌ」 日下部まろん形象歌曲 04. CHUっとメロティック 「満月を探して」 めろこ形象歌曲 05. 硝子の約束 「紳士同盟クロス」 乙宮灰音形象歌曲 06. たとえ人魚なら 「桜姫華伝」 瑠璃条形象歌曲 07. 純愛☆フォーチューン 「絶対覚醒天使ミストレス☆フォーチュン」 主題曲 08. 少女純愛白書 「紳士同盟クロス」 天宮潮形象歌曲 09. 雨の午後はロマンスのヒロイン 「雨の午後はロマンスのヒロイン」 主題曲 10. 乙女の種 「有菜の種」 主題曲 | 2013年3月13日  | •主唱&作詞:種村有菜 •首張個人商業唱片 |

### 遊戲
擔任手機遊戲アイドリッシュセブン角色原案

遊戲2015年8月20日上線

官網アイドリッシュセブン （页面存档备份，存于）
擔任手機遊戲Alice Closet（アリスクローゼット）角色原案

遊戲2019年春天上線

官網アリスクローゼット （页面存档备份，存于）

## 同人

### 目黑帝國
種村有菜同人社團「目黑帝國」所發行的作品
| 作品名                                    | 出版日期               | 備註 |
| 種村有菜投稿作品集 神風怪盗ジャンヌダルク | 2011年12月             | •C81販售 •收錄種村有菜出道前投稿的作品 神風怪盗ジャンヌダルク (代表成名作的原形) 言えずのI LOVE YOU スパイラルハッピー •種村有菜初投稿的年齡是15歲     |
| らくがき本BOYSコレクション                | 2011年12月             | •C81販售 |
| らくがき本GIRLSコレクション               | 2011年12月             | •C81販售 |
| LOVELY★END                                | 2012年8月              | •C82販售 •歌之王子本 總共6冊(不分售)，每本均有代表的顏色 音也×春歌(橘紅) 真斗×春歌(天藍) 那月×春歌(黃綠) トキヤ×春歌(淡紫) レン×春歌(橘) 翔×春歌(粉紅) |
| 星のチャイムが聴こえたら                  | 2012年12月             | •C83販售 •歌之王子本 |
| 虹色Carnival!                             | 2013年8月              | •C84販售 •歌之王子本 |
| Asymmetry(アシンメトリー)                 | 2013年8月              | •C84販售 •新世紀福音戰士塗鴉本 |
| 裏・有菜の種                              | 2013年8月              | •C84販售 |
| 種村有菜 ツイッター落書き集 ツイらく      | 2013年8月              | •原CHUっとメロティック特典 |
| CRAZY★FOR YOU                             | 2013年12月             | •C85販售 •歌之王子本 |
| 夜明け前が一番暗い                        | 2013年12月             | •C85販售 •進擊巨人本 |
| 裏・有菜の種2                             | 2014年8月              | •C86販售 •刊登KYOKO連載停止的真相 |
| strawberry candle*Twitter落書き本         | 2014年8月              | •C86販售 •美少女戰士塗鴉本 |
| 天使と約束の輪舞曲                        | 2014年8月              | •C86販售 •神風怪盜貞德18禁本 亞克瑟斯×妃茵 |
| 薔薇薔薇トエル                            | 2014年8月              | •C86販售 •神風怪盜貞德18禁本 麻呂×稚空 |
| 死にたい×死にたくない×お前が死ね          | 2014年12月             | •C87販售 •天使與龍的輪舞本 |
| 裏・有菜の種 3                            | 2014年12月             | •C87販售 |
| 紳士同盟chronicle                         | 2014年12月             | •C87販售 •紳士同盟本 高成×灰音 真栗×真央羅 千里×潮 |
| ドラマティック                            | 2015年5月              | •SUPER COMIC CITY24販售 •天使與龍的輪舞本(男版) |
| 星の指輪にKissをして                      | 2015年8月              | •C88販售 •尋找滿月本 滿月×TAKUTO |
| Love is melody                            | 2015年8月              | •C88販售 •尋找滿月18禁本 梅洛蔻×小泉 |
| 有菜の種Special 女3人トルコ旅行記         | 2015年8月              | •C88販售 •トルコ(土耳其) |
| 後ろ手に3つ数えたら                       | 2015年8月              | •C88販售 •刀劍亂舞本 燭台切光忠×へし切長谷部 |
| 刀剣落書絵本                              | 2015年12月             | •C89販售 •全彩插畫本 |
| 空飛ぶ魚＊海の猫                          | 2016年3月13日 發售中止 | •haru comic city 21 ３月の春コミ家宝 •阿松本18禁本 一松×カラ松                                                                                         |
| 種村有菜 女の子落書き本 4丁目紅茶画廊     | 2016年8月              | •C90販售 原創女孩角色塗鴉本 最後的同人活動 |
| ジャンヌ ネックレス                       | 2016年8月              | •C90販售 出道20周年紀念項鍊 最後的同人活動 |
| 満月ネックレス                            | 2016年8月              | •C90販售 出道20周年紀念項鍊 最後的同人活動 |

### 少女王國
ちろる的同人社團「少女王國」所發行的作品

ちろる是傳說中鋼彈本，種村有菜所使用的筆名。
| 作品名                                | 出版日期  | 備註     |
| 種村有菜 女の子落書き本 4丁目紅茶畫廊 | 2016年8月 | •C90販售 |

### 參與作品
社團名稱「STRAWBERRY LUNCH」

成員:浅野伽々(現在筆名是喜久田ゆい)、水瀬藍

種村有菜以geust作家參與繪製
| 作品名                                 | 作者                                                                                      | 出版日期       | 備註 |
| 3月うさぎもお天気しだい                | 種村有菜、幾原いさや、水瀬藍                                                              | 1996年9月      | •美少女戰士本 種村有菜封面繪製和內容漫畫 •不是STRAWBERRY LUNCH的作品                                     |
| SPIRAL☆HAPPY                           | えるせりあ(種村有菜)、水瀬藍、浅野伽々、飛鳥梨菜 星霜二季、澤上美和、輝石華南、帝都あいり | 2003年9月7日   | •SPIRAL☆HAPPY的作品 •聖助手團自選種村有菜的作品重新繪製 •その風が吹くなら 另收錄在時空異邦人文庫版第二集 |
| 本人が言ってます！間違いありません！！ | 水瀬藍、種村有菜                                                                          | 2004年1月11日  | •種村有菜實錄本１ •不是STRAWBERRY LUNCH的作品                                                            |
| moon                                   | 種村有菜、水瀬藍先生、浅野伽々                                                            | 2004年5月      | •尋找滿月本 •番外編・「ココロ・ライナーノーツ」 另收錄在尋找滿月單行本第七集及文庫版第四集               |
| INNOCENT CHILD                         | 種村有菜、帝都あいり、こなこ、雛乃さおり                                                  | 2004年8月14日  | •尋找滿月本 滿月×英知 •堕天使に告ぐ 另收錄在尋找滿月文庫版第四集                                         |
| Dear moon                              | 水瀬藍                                                                                    | 2004年8月15日  | •尋找滿月本 •種村有菜繪製圖一頁                                                                          |
| たぶん海老だと思います!!               | 種村有菜、浅野伽々、水瀬藍                                                                | 2005年3月27日  | •種村有菜實錄本2                                                                                         |
| HAPPY*                                 | 水瀬藍、種村有菜                                                                          | 2005年8月12日  | •尋找滿月本                                                                                              |
| 眠るサカナ                             | 水瀬藍、種村有菜                                                                          | 2005年12月29日 | •紳士同盟本 潮×千里 •うたかたの姫(單行本的標題) 另收錄在紳士同盟單行本第十一集                           |
| 関係者以外立入禁止☆                    | 水瀬藍、浅野伽々、種村有菜、雛乃さおり                                                    | 2005年12月29日 | •種村有菜實錄本3                                                                                         |
| セクシー大仏                           | 水瀬藍、浅野伽々、種村有菜、雛乃さおり                                                    | 2006年1月19日  | •種村有菜實錄本4                                                                                         |
| 野蛮NIGHT                              | 水瀬藍、あさの華夜、種村有菜、雛乃さおり                                                  | 2006年5月4日   | •種村有菜實錄本5                                                                                         |
| 極秘見聞録                             | 水瀬藍、浅野伽々、種村有菜                                                                | 2006年8月11日  | •重點式收錄實錄本1~5 特別繪製新的內容                                                                    |

東日本大震災チャリティCD「手をつなごう」
- 杉本善徳發起的賑災CD，同時負責詞曲創作。收錄曲目1.手をつなごう2.手をつなごう（カラオケver.）
- 2011年4月19日發行
- 種村有菜擔任其中一名繪師。
- 特設網站 （页面存档备份，存于）

東日本大震災チャリティ同人誌「pray for Japan」
- 2011年5月5日COMITIA96 首賣
- 2011年3月11日東日本地震慈善作品
- 種村有菜和こげどんぼ 雙封面繪製
- 種村有菜 內容繪製8頁
- 君の「幸せ」になる，另收錄在神風怪盜貞德 文庫版第五集
- 特設網站

魔法少女まどか☆マギカ「beautiful world」
- 高河ゆん、なるしまゆり合同誌
- 2011年12月C81首賣
- 種村有菜參與豪華畫冊繪製
- 特設網站 （页面存档备份，存于）

まイラぶストりーと こんぴれーしょんBOOK 2016夏
- 2016年 C90 首賣
- 廣播節目「まイラぶストりーと」官方畫冊
- 封面圖:岸田メル，封底圖:種村有菜
- 參與的繪師:ゆーぽん / U35 / なつめえり / フライ / えれっと/wingheart / 白森さわ / げみ / 咲良ゆき / ちほ/ふせでぃ / 火照ちげ / 種村有菜 / 内村史子（声優） / 松井恵理子（声優）
- 廣播節目「まイラぶストりーと」網站 （页面存档备份，存于）

ドキ！HOT LIMITだらけの薄い本'16 夏
- 西川貴教同人社團「Ｔ年Ｍ組＆レボ八先生」作品
- 2016年 C90販賣
- 種村有菜參與繪圖，角色是名古屋稚空

いつか、あの頃のぼくらと
- 喜屋武ちあき社團「きゃんちま！」作品
- 架空偶像團體「アイレス」的小說
- 2017年 C92販賣
- 種村有菜繪製封面
- 內頁插圖:志島とひろ、そうだすい、田部絵美(風男塾現任成員)

### DJ活動
2011年與前Changin'My Life的主唱myco共組「満月禁猟区」

活動以DJ播放動漫歌曲和小型演唱為主
活動時刻表

満月禁猟区 ～第1夜～ 2011年11月3日

満月禁猟区 ～第2夜～ 2012年1月8日

満月禁猟区 ～第3夜～ 2012年1月29日

満月禁猟区 ～第4夜～ 2013年2月5日

## 助手
- 淺野伽伽
- 水瀨藍
- 川瀨夏菜
- 加月るか
- あさの華夜

## 外部連結
- （日語）
- 有菜日記（2005年5月26日〜2012年3月23日）（日語）
- （2012年4月6日〜）（日語）
- 種村有菜的X（前Twitter）（日語）
- （日語）
- （日語）